# Letiště Keflavík
Keflavické mezinárodní letiště (Keflavikurflugvollur) také známé jako reykjavicko-keflavické letiště je největším letištěm na Islandu a hlavním centrem země pro mezinárodní přepravu. Nachází se 3,1 km na západ od Keflavíku a 50 km jihozápadně od Reykjavíku. Letiště má tři vzletové a přistávací dráhy, z nichž dvě jsou v provozu, a jeho rozloha je asi 25 km². Nejvíce mezinárodních cest do nebo z Islandu prochází tímto letištěm. Letiště navazuje na americkou leteckou základnu, která byla na ostrově vybudována běheme druhé světové války.

## Letecké společnosti a destinace

### Osobní přeprava
Protože počet obyvatel Islandu je poměrně nízký, letecké společnosti létající na Keflavík, létají pouze do několika destinací v Evropě a Severní Americe.
Následující letecké společnosti létají na a z letiště Keflavik na Islandu v květnu 2017:
| Letecké společnosti                | Celoroční destinace | Sezónní destinace |
| ---------------------------------- | --- | --- |
| Aer Lingus                         | | Dublin |
| airBaltic                          | | Riga |
| Air Canada Rouge                   | | Montréal–Trudeau (od 24. června 2017), Toronto–Pearson (od 22. června 2017) |
| Air Greenland                      | | Ilulissat, Nuuk |
| Air Iceland                        | Akureyri | Kangerlussuaq, Narsarsuaq |
| Atlantic Airways                   | Vágar | |
| Austrian Airlines                  | | Vídeň |
| British Airways                    | Londýn–Heathrow | |
| České aerolinie                    | | Praha |
| Delta Air Lines                    | New York–JFK | Minneapolis/St. Paul |
| Edelweiss Air                      | | Curych |
| easyJet                            | Edinburgh, Londýn–Gatwick, Londýn–Luton, Manchester | Belfast, Bristol, Londýn–Stansted |
| easyJet Switzerland                | | Basilej/Mylhúzy, Ženeva |
| Eurowings                          | | Berlín–Tegel, Kolín/Bonn, Düsseldorf, Hamburk, Stuttgart |
| Finnair                            | Helsinky | |
| Flybe                              | | Birmingham |
| Germania                           | | Brémy, Drážďany (od 28. června 2017), Friedrichshafen, Norimberk (od 28. června 2017)                                                                                                |
| Iberia Express                     | | Madrid |
| Icelandair                         | Amsterdam, Bergen, Birmingham, Praha, Brusel, Boston, Chicago–O'Hare, Kodaň, Denver, Edmonton, Frankfurt, Glasgow, Helsinky, Londýn–Gatwick, Londýn–Heathrow, Manchester, Minneapolis/St. Paul, Mnichov, New York–JFK, Newark, Orlando, Oslo–Gardermoen, Paříž–Charles de Gaulle, Paříž–Orly, Seattle–Tacoma, Stockholm–Arlanda, Tampa (od 7. září 2017), Toronto–Pearson, Vancouver, Washington–Dulles | Anchorage, Barcelona, Billund, Ženeva, Göteborg, Halifax, Hamburk, Madrid, Milán–Malpensa, Montréal–Trudeau, Filadelfie (od 30. května 2017), Portland, Stavanger, Trondheim, Curych |
| Icelandair provozováno Air Iceland | Aberdeen, Belfast (od 1. června 2017) | Akureyri |
| Lufthansa                          | | Frankfurt, Mnichov |
| Niki                               | | Vídeň |
| Norwegian Air Shuttle              | Barcelona, Madrid, Oslo–Gardermoen | Alicante (od 2. června 2017), Bergen, Londýn–Gatwick |
| Primera Air                        | | Alicante, Almería, Barcelona, Bodrum, Chania, Gran Canaria, La Palma, Málaga, Tenerife–Jih, Terst (od 30. května 2017)                                                               |
| Scandinavian Airlines              | Kodaň, Oslo–Gardermoen | |
| Thomson Airways                    | | East Midlands, Londýn–Gatwick, Manchester |
| Transavia France                   | | Paříž–Orly |
| Vueling                            | | Barcelona, Řím–Fiumicino |
| Wizz Air                           | Budapešť, Gdaňsk, Katovice, Praha (od 31. května 2017), Riga (od 25. června 2017), Vilnius, Varšava–Chopin, Vratislav (od 31. května 2017) | |
| WOW air                            | Alicante, Amsterdam, Baltimore, Berlín–Schönefeld, Bristol (obnoveno 14. června 2017), Boston, Brusel (od 2. června 2017), Kodaň, Dublin, Edinburgh, Frankfurt, Gran Canaria, Londýn–Gatwick, Los Angeles, Miami, Montréal–Trudeau, Newark, Paříž–Charles de Gaulle, Pittsburgh (od 16. června 2017), San Francisco, Stockholm–Arlanda, Tel Aviv–Ben Gurion (od 12. září 2017), Toronto–Pearson         | Barcelona, Cork (od 19. května 2017), Chicago–O'Hare (od 13. července 2017), Düsseldorf, Lyon, Milán–Malpensa, Salcburk, Tenerife–Jih, Varšava–Chopin                                |

### Cargo přeprava
| Společnost                              | Destinace                                       |
| --------------------------------------- | ----------------------------------------------- |
| Air Atlanta Icelandic                   | Bagram, Frankfurt, Sukarno-Hatta, Lucemburk     |
| ASL Airlines Belgium                    | Lutych, New York–JFK                            |
| Atlas Air                               | Astana, Fargo, Šymkent                          |
| Bluebird Cargo                          | Kolín/Bonn, Dublin, Moncton                     |
| Icelandair Cargo                        | East Midlands, Lutych, Humberside, New York–JFK |
| UPS Airlines provozováno Bluebird Cargo | Kolín/Bonn, Edinburgh, Moncton                  |